# Tihamér havasalföldi fejedelem
Tihamér vagy Tihomir (románul: Thocomer, latinul: Tochomerius) a korai Havasalföld első uralkodói közé tartózott, tevékenységéről nagyon kevés adat maradt fenn. Valószínűleg Bărbat utódja valamint I. Basarab apja volt, legalábbis így szerepelt Károly Róbert magyar király egyik dokumentumában.
Tihomir Mongke Temur, az Arany Horda kánjának fia, Batu kán dédunokája volt, tatár származásúnak vélik, míg több történész kunnak tartja, akárcsak fiát Basarabot, de mongol csoportok keveredtek kunokkal már a 13. század óta, így alakultak ki a krími tatárok is. Ha viszont Tihomir tényleg Temur fia, akkor ő és Basarab vajda Dzsingisz kán leszármazottjai. Ezzel szemben román történészek egy csoportjának az a véleménye, hogy Tihomir és Basarab is románok voltak, a nevük még nem utalhat török etnikumra. Felesége az elődje, Bărbat havasalföldi vajda Anna nevű lánya volt.
Valószínűleg Tihomir az a „Valachia ura”, akit Ottokar krónikás úgy említ meg, miszerint Kán László erdélyi vajda szövetségese volt a magyar trónért Károly Róbert javára folytatott harcban Wittelsbach Ottó ellen. Ugyanazon források szerint Ottó Kán László foglyaként „a hegyeken túli Valachia urának” börtönében raboskodott 1307-ben.
Halálának körülményei ismeretlenek.